# Ali Sabri
Ali Sabri, arab. ‏على صبرى‎ (ur. 1920, zm. 3 sierpnia 1991 w Kairze) – egipski generał i polityk tureckiego pochodzenia.

## Życiorys
Był oficerem lotnictwa i bliskim współpracownikiem Gamala Abdel Nasera. Znacznie angażował się w ruch Wolnych Oficerów, w którym kontaktował się z ambasadą Stanów Zjednoczonych. Od 1957 roku do 1962 roku pełnił funkcję ministra w urzędzie prezydenta. Od 29 września 1962 roku do 3 października 1965 roku sprawował urząd premiera Zjednoczonej Republiki Arabskiej (Egiptu), zaś od 1 października 1965 roku do 20 marca 1968 roku oraz od 30 października 1970 roku do 2 maja 1971 roku – wiceprezydenta. Od 1967 roku do 1968 roku wchodził w skład rządu, zaś w latach 1965–1967 i 1968–1969 – sekretarza generalnego Arabskiego Związku Socjalistycznego. W 1971 roku trafił do więzienia za udział w spisku przeciwko egipskiemu prezydentowi Anwarowi as-Sadatowi (również członkowi Wolnych Oficerów). Wcześniej stał na czele lewicowej grupy w otoczeniu Gamala Abdel Nasera, która rywalizowała z as-Sadatem o utrzymanie się przy władzy. Wyszedł na wolność w 1981 roku, kiedy as-Sadat został zabity w zamachu. Zmarł na zawał serca.
W 1965 otrzymał Order Odrodzenia Polski I klasy.